# 卵と私
『卵と私』（たまごとわたし、原題：The Egg and I）は、ベティ・マクドナルドの同名の本を原作に、フレッド・F・フィンクルホフと共同で脚本を書いたチェスター・アースキンが監督し、クローデット・コルベールとフレッド・マクマレイが主演した1947年のアメリカのロマンチック・コメディ映画。
マージョリー・メインとパーシー・キルブライドが本作で演じたキャラ『ケトル夫婦』はのちにシリーズ化され、9本の作品が制作されたほか、本作でメインは第20回アカデミー賞の助演女優賞にノミネートを果たした。

## あらすじ
結婚したばかりのベティは夫ボブに誘われて養鶏家としてやっていく事になる。引っ越し先の田舎町では電気も水道も通っていない上に建物は老朽化しており、修理しなければならない。更に新居と新しい農機具を持つ金持ちの女性ハリエットがボブに言い寄って来た…

## キャスト
| 役名                   | 俳優                     | 日本語吹替                                                              |
| 役名                   | 俳優                     | フジテレビ版                                                            |
| ---------------------- | ------------------------ | ----------------------------------------------------------------------- |
| ベティ・マクドナルド   | クローデット・コルベール | 池田昌子                                                                |
| ボブ・マクドナルド     | フレッド・マクマレイ     | 羽佐間道夫                                                              |
| マ・ケトル             | マージョリー・メイン     | 西乃砂恵                                                                |
| ハリエット・パットナム | ルイーズ・アルブリットン | 増山江威子                                                              |
| パ・ケトル             | パーシー・キルブライド   | 永井一郎                                                                |
| トム・ケトル           | リチャード・ロング       | 関根信昭                                                                |
| ビリー・リード         | ビリー・ハウス           | 大木民夫                                                                |
| ミスター・ヘンティ     | ドナルド・マクブライド   | 千葉耕市                                                                |
| 保安官                 | サミュエル・Ｓ・ハインズ |                                                                         |
| バーディー・ヒックス   | エスター・デール         |                                                                         |
| ベティの母             | エリザベス・リスドン     |                                                                         |
| ジオダック             | ジョン・バークス         |                                                                         |
| クロウバー             | ビクター・ポテル         |                                                                         |
| タクシー運転手         | ファジー・ナイト         |                                                                         |
| 不明 その他            | N/A                      | 立壁和也 肝付兼太 高村章子 北村弘一 高田竜一 山本嘉子 翠準子 荘司美代子 |
| 日本語版スタッフ       |                          |                                                                         |
| 演出                   | 演出                     | 高木謙                                                                  |
| 翻訳                   | 翻訳                     | 飯嶋永昭                                                                |
| 効果                   |                          |                                                                         |
| 調整                   |                          |                                                                         |
| 制作                   | 制作                     | グロービジョン                                                          |
| 解説                   |                          |                                                                         |
| 初回放送               | 初回放送                 | 1972年2月6日 『サンデー洋画劇場』 12:00-13:56                           |

## スタッフ
- 美術：バーナード・ヘルツブルン
- セット装飾：オリバー・エマット、ラッセル・A・ガスマン
- ヘアスタイリスト：カルメン・ディリゴ
- メイクアップ・アーティスト：ジャック・Ｐ・ピアース
- 助監督：フランク・ショー
- 第2班監督：ジャック・ハイヴリー（ノンクレジット）
- 音響：グレン・Ｇ・アンダーソン
- サウンド：チャールズ・フェルステッド
- 編曲：デビッド・タムキン（英語版）
- 作曲（ストック・ミュージック）：サム・ペリー（ノンクレジット）

## 興行収入
本作は予算190万ドルに対してアメリカ・カナダでの配給収入553万ドルを稼ぎ出し、興行的にも成功を収めた。

## ラジオ番組への出演
- 1947年1月4日に『This Is Hollywood』で紹介され、コルベールとマクマレイが映画の役を再演した。この放送は、映画の公開に先行して行われた点で異例であった[4]。
- 1950年1月5日にはホールマーク・プレイハウス（英語版）で放送され、コルベールが再び映画で演じた役で出演した[5] 。
- 1947年5月5日放送のLux Radio Theatreで1時間のラジオ劇として放送され、クローデット・コルベールとフレッド・マクマレイが映画の役を再演した[6]。